# マッスル牧場classic
マッスル牧場CLASSIC（マッスルぼくじょうクラシック）は、テレビ埼玉より2007年10月3日から12月26日まで、毎週水曜日深夜2時から放送されていたテレビ番組。通称は「MBC」。全13回。

## 番組タイトル
タイトルの「CLASSIC」は水曜どうでしょうClassicからとられたものである。同局でも放送されている。

## 概要
番組は2007年10月3日放送開始。主な出演者はマッスルを主催しているマッスル坂井をはじめ、マッスルにレギュラー参戦しているプロレスラーたちで製作されている。
従来のプロレス番組の形式にとらわれず、バラエティやドキュメンタリー番組的手法を取りつつ、毎回何かしらの形で試合が組まれている。

## 放送時間変更
第1回と第2回の放送まで放送開始時間は深夜2時半だったが、第3回放送分からは急遽深夜2時に変更（前進）された。
これは10日から放送される予定だったテレビアニメ「こどものじかん」が事件の影響により中止になったため。

## 公開収録
2007年10月23日、有料公開収録大会として新宿ロフトプラスワンにてイベントが行われた。
当初、新宿ロフトプラスワン内でのトークイベントだと思われたが、賭けプロレスを行うとの演出上、急遽会場を新宿FACEに変更するという前代未聞なイベントになった。
その為、観客は徒歩で新宿FACEまで歌舞伎町を大移動した。
この日の内容は番組第5回から7回までの3週にわたって放送された。
入場料金は1500円。最初で最後のファンが参加できたイベントであった。

## 出演者
レギュラー、準レギュラー
- 総合演出鶴見亜門（主に番組のナレーション及びインフォメーションコーナーを担当）
- プロデューサー兼プロレスラーマッスル坂井
- プロレスラーアントーニオ本多
- ゲイレスラー男色ディーノ
- 中国人プロレスラー趙雲子龍
- プロレスラー大家健
- 某テレビ局社員Mr.マジック
- 社会人レスラーペドロ高石
- 元ガオブラック酒井一圭
- グラス・オブ・メガネ藤岡典一（マッスル構成補佐。元全中チャンピオン）
- 不良レスラー726（マッスル構成補佐。東大卒）

ゲスト出演
- SMDK会員近藤ゆたか（第4回『空想科学読本』の挿絵等で有名なイラストレーター）
- SMDK会員内藤泰弘（第4回『トライガン』等の作品で有名な漫画家）
- 666「トリプルシックス」宮本裕向（第5回ロフトイベントに出演）
- 666忍（第5回ロフトイベントに出演）
- 666怨霊（第5回ロフトイベントに出演）
- （有）DDTプロレスリング社長高木三四郎（第6回で、なぜか新宿FACEでポーカーゲームをしていた）
- 666先輩（覆面レスラー）（第6回で、闇金融に扮して大家に金を貸し、新宿FACEでの賭けプロレスでは藤岡と対戦した）
- 666小学生レスラーラム会長（第7回放送でバトルロイヤルに勝利）
- 666バカ社長ザ・クレイジーSKB（第7回、火気厳禁の新宿FACEに奇跡を起こした）

## 実況
- 村田晴郎（第6回実況）

## 解説
- 鈴木健（週刊プロレス編集部）（第6回解説）